# La vida i res més
La vida i res més (títol original francès: La Vie et rien d'autre) és una pel·lícula francesa de 1989, dirigida per Bertrand Tavernier. Protagonitzada per Philippe Noiret, Sabine Azéma i Pascale Vignal en els papers principals. Guanyadora del premi César al millor actor (Philippe Noiret) i César a la millor música original (Oswald d'Andrea), del premi BAFTA a la millor pel·lícula de parla no anglesa (René Cleitman i Bertrand Tavernier) i altres premis i nominacions més. Ha estat doblada al català.

## Argument
El 1920, dos anys després d'acabar la Primera Guerra Mundial, el comandant Delaplane (Philippe Noiret) és el responsable de reunir les dades dels soldats francesos declarats com desapareguts durant la contesa. La tasca és enorme, ja que són aproximadament 350.000 soldats.
Al mateix temps, l'estat francès planeja construir un monument en l'Arc de Triomf a París, dedicat al soldat desconegut, i encarrega a Delaplane que triï entre les restes dels soldats que s'hagin trobat, i que no hagin pogut ser identificats, que ocuparan el lloc d'honor en el monument, donant-li a més una data perquè compleixi amb el que li requereixen.
El comandant Delaplane, un militar amb un alt concepte de l'honor militar, i absolutament contrari al concepte de «soldat desconegut», realitza les seves recerques, conscient de la importància de la seva missió enfront dels éssers estimats dels soldats desapareguts, que volen saber si estan vius o morts, si estan terriblement desfigurats, o potser hagin estat oblidats en algun hospital per a malalts mentals, o si es tracta de casos voluntaris de desaparició.
Després de passar per una difícil i perillosa situació, durant la recerca d'un tren militar francès atrapat i destruït en un túnel durant la guerra, el militar comença a entrevistar familiars i es troba amb una dama parisenca de l'alta societat, Irène de Courtil (Sabine Azéma), que busca en la seva limusina el seu marit desaparegut. També es troba amb una jove professora, Alice (Pascale Vignal) que busca al seu promès, desaparegut en una batalla amb molts morts i ferits, la batalla de Verdun.
Aviat, el devot oficial comença a percebre un rerefons de cinisme de part d'els qui veuen el seu treball des de diferents punts de vista: com alguna cosa que cal decidir ràpidament i deixar enrere per concentrar-se en la reconstrucció de l'economia nacional, o com alguna cosa en el que donar preferència als requeriments de persones poderoses, o com alguna cosa que pot ser una font de treball per a artistes i obrers, en planificar-se la construcció de monuments per tota França.
Delaplane aferrat a les seves conviccions, ha de suportar la pressió de militars i polítics, que l'apressen perquè prengui una decisió. Ell, en canvi, desitja identificar correctament cadascun dels desapareguts. Es desentén a més de les diferències de classe en les seves recerques, i menysprea els qui volen aprofitar-se de la situació de les víctimes.
Després de resoldre la identitat i la sorprenent destinació dels homes buscats per les dues dones, decideix guardar-se per a ell una part de la informació. Una atracció mútua entre ell i una d'elles queda sense resoldre i «el soldat desconegut» és portat a París, quedant-se la identitat dels altres soldats desapareguts.

## Repartiment
- Philippe Noiret: Commandant Delaplane
- Sabine Azéma: Irène de Courtil
- Pascale Vignal: Alice
- Maurice Barrier: Mercadot
- François Perrot: Capità Perrin
- Jean-Pol Dubois: André
- Daniel Russo: Tinent Trévise
- Michel Duchaussoy: General Villerieux
- Arlette Gilbert: Valentine
- Louis Lyonnet: Valentin
- Charlotte Maury: Cora Mabel
- François Caron : Julien
- Thierry Gimenez: L'adudant del geni
- Frédérique Meininger: Madame Lebègue
- Pierre Trabaud: Eugène Dilatoire
- Jean-Roger Milo: Monsieur Lebègue
- Bruno Thérasse: Rougeaud
- Marion Loran: Solange de Boissancourt

## Premis
Font: Pàgina a IMDb de la pel·lícula. 

- 1989: Premi Especial del Jurat dels Premis del Cinema Europeu per Bertrand Tavernier.
- 1989: Premi del Cinema Europeu al millor actor per Philippe Noiret.
- 1989: Premi a la millor contribució artística del Tokyo International Film Festival per Bertrand Tavernier.
- 1989: Millor pel·lícula del Viareggio EuropaCinema per Bertrand Tavernier.
- 1990: BAFTA a la millor pel·lícula en llengua no anglesa.
- 1990: César al millor actor per Philippe Noiret.
- 1990: David di Donatello al millor actor estranger per Philippe Noiret.
- 1990: Millor pel·lícula estrangera dels Los Angeles Film Critics Association Awards.

## Nominacions
Font: Pàgina a IMDb de la pel·lícula. 

- 1989: Tokyo Grand Prix del Tokyo International Film Festival per Bertrand Tavernier.
- 1989: Premi del Cinema Europeu a la millor actriu per Sabine Azéma.
- 1990: César a la millor pel·lícula.
- 1990: César a la millor actriu per Sabine Azéma.
- 1990: César al millor actor secundari per François Perrot.
- 1990: César al millor director per Bertrand Tavernier.
- 1990: David di Donatello a la millor pel·lícula estrangera.
- 1990: Millor actor dels Los Angeles Film Critics Association Awards per Philippe Noiret.
- 1991: Millor pel·lícula en llengua no anglesa dels National Society of Film Critics Awards.